# 缅甸民族革命军
缅甸民族革命军（英文简写：BNRA）是缅甸的一个民族武装组织。该组织成立于2023年9月9日，由缅甸皇龙军改组而来。该武装组织的领导者为波那伽，成员大多来自实皆省、马圭省和曼德勒省。